# Aedimorphus
Aedimorphus is een muggengeslacht uit de familie van de steekmuggen (Culicidae).

## Soorten
- A. abnormalis (Theobald, 1909)
- A. aerarius McIntosh, 1975
- A. albodorsalis Fontenille & Brunhes, 1985
- A. alboscutellatus (Theobald, 1905)
- A. alboventralis (Theobald, 1910)
- A. argenteoscutellatus (Carter & Wijesundara, 1948)
- A. bambiotai (Geoffroy, 1987)
- A. bancoi (Geoffroy, 1987)
- A. bevisi (Edwards, 1915)
- A. caecus (Theobald, 1901)
- A. caliginosus (Graham, 1910)
- A. centropunctatus (Theobald, 1913)
- A. culicinus (Edwards, 1922)
- A. cumminsii (Theobald, 1903)
- A. dalzieli (Theobald, 1910)
- A. davidi (Basio, 1971)
- A. dentatus (Theobald, 1904)
- A. domesticus (Theobald, 1901)
- A. durbanensis (Theobald, 1903)
- A. ebogoensis Rickenbach & Ferrara, 1965
- A. eritreae (Lewis, 1942)
- A. fowleri (de Charmoy, 1908)
- A. gibbinsi (Edwards, 1935)
- A. gouldi (Reinert, 1972)
- A. grjebinei (Hamon, Taufflieb & Maillot, 1957)
- A. hirsutus (Theobald, 1901)
- A. holocinctus (Edwards, 1941)
- A. jamesi (Edwards, 1914)
- A. karooensis (Muspratt, 1961)
- A. leesoni (Edwards, 1932)
- A. leptolabis (Edwards, 1936)
- A. leucarthrius (Speiser, 1909)
- A. longiseta (Edwards, 1936)
- A. lowisii (Theobald, 1910)
- A. mansouri (Qutubuddin, 1959)
- A. masoalensis (Fontenille & Brunhes, 1985)
- A. mathioti (Fontenille & Brunhes, 1985)
- A. mattinglyi (Hamon & Rickenbach, 1954)

- A. mediolineatus (Theobald, 1901)
- A. natronius (Edwards, 1932)
- A. nigricephalus (Theobald, 1901)
- A. nigrostriatus Barraud, 1927
- A. oakleyi (Stone, 1939)
- A. ochraceus (Theobald, 1901)
- A. orbitae (Edwards, 1922)
- A. ovazzai (Hamon & Adam, 1959)
- A. pachyurus (Edwards, 1936)
- A. pallidostriatus (Theobald, 1907)
- A. pampangensis (Ludlow, 1905)
- A. pipersalatus (Giles, 1902)
- A. pubescens (Edwards, 1925)
- A. punctifemoris (Ludlow, 1921)
- A. quasiunivittatus (Theobald, 1901)
- A. rickenbachi (Hamon & Adam, 1959)
- A. semlikiensis (van Someren, 1950)
- A. senyavinensis (Knight & Hurlbut, 1949)
- A. stenoetrus (Theobald, 1907)
- A. stenoscutus (Edwards, 1912)
- A. subdentatus (Edwards, 1936)
- A. syntheticus (Barraud, 1928)
- A. taeniorhynchoides (Christophers, 1911)
- A. tauffliebi (Rickenbach & Ferrara, 1965)
- A. tricholabis (Edwards, 1941)
- A. trimaculatus (Theobald, 1905)
- A. trukensis (Bohart, 1957)
- A. vexans (Meigen, 1830)
- A. wigglesworthi (Edwards, 1941)